# نيك جينينغز (فنان)
نيكولاس روبرت جينينغز (من مواليد 8 يوليو 1965) هو مخرج فني أمريكي ومخرج تلفزيوني وفنان خلفية وفنان تخطيط وكاتب ومنتج اشتهر بعمله في سلسلة نيكلوديون سبونج بوب سكوير بانتس وسلسلة كرتون نتورك وقت المغامرة. كما قام برسم الخلفيات للعديد من مسلسلات الرسوم المتحركة.

## الجوائز
في أواخر عام 2013, أُعلن أن جينينغز، إلى جانب العديد من أعضاء فريق عمل وقت المغامرة, قد تم ترشيحهم لجائزة آني عن «الإنجاز المتميز، تصميم الإنتاج في إنتاج تلفزيوني متحرك / بث». في 31 يوليو 2014, فاز جينينغز بجائزة إيمي عن «الإنجاز الفردي المتميز في الرسوم المتحركة» لعمله في حلقة وقت المغامرة «ويزاردز أونلي، فولز».

## فيلموغرافيا
| سنة       | عمل                                      | دور                                             | ملاحظات        |
| --------- | ---------------------------------------- | ----------------------------------------------- | -------------- |
| 1992      | سلة المهملات                             | منتج                                            | تلفزيون قصير   |
| 1993-1996 | حياة روكو الحديثة                        | مدير فني، كاتب، رسام خلفية                      | مسلسل تلفزيوني |
| 1995-1997 | حكايات فيليكس القط الملتوية              | رسام الخلفية (غير معتمد)                        | مسلسل تلفزيوني |
| 1996-1997 | هيا آرنولد!                              | رسام الخلفية                                    | مسلسل تلفزيوني |
| 1997      | المحمصة الصغيرة الشجاع للإنقاذ           | رسام الخلفية                                    | فيلم           |
| 1997-1998 | القنادس الغاضبة                          | مشرف الخلفية                                    | مسلسل تلفزيوني |
| 1998      | بسبسبوبي                                 | فنان تخطيط                                      | مسلسل تلفزيوني |
| 1998      | The Brave Little Toaster يذهب إلى المريخ | رسام الخلفية                                    | فيلم           |
| 1999-2004 | سبونج بوب سكوير بانتس                    | مدير فني، مطور                                  | مسلسل تلفزيوني |
| 2003      | كابتن قوي: الأصليون                      | مصمم الألوان                                    | تلفزيون قصير   |
| 2005-2008 | كامب لازلو                               | رسام الخلفية (غير معتمد)                        | مسلسل تلفزيوني |
| 2007-2008 | تاك وقوة جوجو                            | مطور ومنتج تنفيذي                               | مسلسل تلفزيوني |
| 2009-10   | تشاودر                                   | رسام الخلفية (غير معتمد)                        | مسلسل تلفزيوني |
| 2009-10   | مغامرات فلاب جاك                         | رسام الخلفية                                    | مسلسل تلفزيوني |
| 2010-15   | وقت المغامرة                             | مدير فني، منتج مشرف، رسام بطاقة عنوان           | مسلسل تلفزيوني |
| 2011      | أسماك الغابي فقاعة                       | مدير فني                                        | مسلسل تلفزيوني |
| 2013-14   | العرض العادي                             | رسام الخلفية                                    | مسلسل تلفزيوني |
| 2016-20   | المسامير الصدئة                          | مدير فني، منتج مشرف، رسام بطاقة عنوان، مدير فني | مسلسل تلفزيوني |
| 2016-19   | فتيات القوة (2016)                       | منتج تنفيذي، مخرج                               | مسلسل تلفزيوني |